# August Voges Wagenfabrik
Die August Voges Wagenfabrik in Hannover war eine im 19. Jahrhundert gegründete Fabrik zur Herstellung von Nutzfahrzeugen, Anhängern und Karosserien.

## Geschichte

### Pferdefuhrwerke im 19. Jahrhundert
Im Jahr 1870 gründete der Stellmachermeister August Voges senior (* um 1854; † um 1921) zunächst in gemieteten Räumen in der Hohe Straße in Linden seine Wagenfabrik. Dort produzierte er anfänglich sowohl luxuriöse Pferdekutschen als auch Last-, Speditions- und Lieferwagen für den Betrieb mittels Pferden. Seine vier Söhne Karl, Otto, August junior und Rudolf Voges, die die Firma später gemeinsam weiterführten, durchliefen ihre Fachausbildung im väterlichen Betrieb oder in fremden Unternehmen.
Unterdessen hatte August Voges eigene Räumlichkeiten in der Haspelmathstraße erworben. Er erweiterte seinen dortigen Betrieb durch eine  Schmiede, die auch dem Hufbeschlag diente. Erstmals konnten Fahrzeuge vollständig aus eigener Produktion gebaut werden.

### Kfz-Bauten im 20. Jahrhundert
Als zu Beginn des 20. Jahrhunderts durch die Einsatz von Kraftfahrzeugen ein völliger Wandel im Verkehrs- und Transportwesen einsetzte, bildete die Heeresverwaltung eigene Abteilungen für Kraftfahrzeuge und „[...] förderte die Einführung gewisser Wagentypen in weitgehendem Maße dadurch, daß sie Beihilfen an die Wagenbesitzer gewährten“. Die Beihilfen wurden allerdings nur für Fabrikate derjenigen Hersteller gewährt, die zuvor die Tests auf einer von der Heeresverwaltung veranstalteten und über mehrere 1000 Kilometer führenden Prüfstrecke durch das Deutsche Kaiserreich erfolgreich bestanden hatten. Die August Voges Wagenfabrik zählte zu den ersten Teilnehmern dieser Prüfungsfahrten und „[...] den wenigen, die zur Lieferung beihilfe-berechtigter Anhängewagen [...] zugelassen“ waren.
So fertigte Voges neben kompletten Kfz-Anhängern die Aufbauten für Omnibusse, LKWs und Lieferwagen in verschiedensten Varianten. Zu den Kunden zählte etwa die Fritz Ahrberg A.G. oder Städtische Lagerbier-Brauerei Hannover. Die Deutsche Reichspost etwa bestellte umfangreiche „[...] Aufbauten für elektrische Paket-Bestellwagen“, die Heeresverwaltung Anhänge- und Stadtverwaltungen Hausmüll-Abfuhrwagen. Die Großindustrie und Kraftwagenhersteller waren ebenso Auftraggeber wie Privatkunden. Bald exportierte die August Voges Wagenfabrik auch nach Holland, Skandinavien, Südamerika und Afrika.
Etwa gegen Ende des Ersten Weltkrieges erwarb Voges 1918 ein rund 20000 Quadratmeter großes Fabrikgrundstück unter der Adresse Hamelner Chaussee 10, wo das Unternehmen auch zuvor schon zeitweilig produziert hatte. In den dortigen Hallen konnten neben dem Maschinenpark nun auch seinerzeit „[...] neuzeitliche Werkzeugmaschinen“ aufgestellt werden.
Unterdessen hatte der Unternehmensgründer viele Jahre als Vorsitzender der „[...] freien vereinigten Handwerker-Innung zu Linden“ gewirkt, die ihm 1920 anlässlich des Doppeljubiläums des 50-jährigen Bestehens seines Meistertitels und der Firmengründung zum Ehren-Obermeister der Innung erklärte. Die Handwerkskammer Hannover hingegen verlieh August Voges senior den Ehrenmeisterbrief.
Nach dem Zweiten Weltkrieg arbeiteten in dem Familienunternehmen im Jahr 1954 noch immer 73-jährige Otto Voges, der Sohn des Firmengründers. Zu der Zeit war dessen Sohn bereits knapp ein Viertel Jahrhundert in dem Betrieb tätig gewesen und hatte die Führung des Unternehmens übernommen.
In den Wirtschaftswunderjahren warb das Unternehmen in einer Firmendarstellung von 1954 mit folgenden Fotografien
- „12-t-Zweiseiten-Kippanhänger, hand- und motorhydraulisch“;
- „Möbel-Koffer-Aufbau auf 1,5-t-Hanomag-Fahrgestell“ mit der Aufschrift „Immer wieder ... Lehndorf Möbel, Edenkoben an der Weinstraße“
- „Kipplastzug für Schnellverkehr“;
- „Lastzug für Großschlachterei“ mit der Aufschrift Karl Kuhn (oder Karl Kahn);
- „Möbelkasten-Aufbau auf 2-t-Hanomag-Fahrgestell“ mit der Aufschrift „Universal Qualitäts-Möbel“.[2]

Nach der Adresse Am Tönniesberg 10, der 1969 als Teil der alten nach Hameln führenden Landstraße und hier umbenannten ehemaligen Hamelner Chaussee in den hannoverschen Stadtteil Bornum und Ricklingen, war die August Voges Wagenbau KG zuletzt mit Sitz Am Großmarkt 2-4 eingetragen beim Amtsgericht Hannover mit der Handelsregister-Nummer HRA 14393. Ein Komplementär, einer von  drei Gesellschaftern, war zuletzt mit der Organisation der Vermietung beschäftigt. Am 30. September 1993 erlosch die Firma.